# Іспанська Гвінея
Іспанська Гвінея (ісп. Guinea Española) — одна з існуючих в XX столітті іспанських колоній в Африці. Об'єднувала іспанські володіння, що знаходилися в районі Гвінейській затоці та існували з 1778 по 1968 роки.
Колонія була утворена в 1926 році шляхом об'єднання в єдину структуру колоній Ріо-Муні, Фернандо-По, Елобей, Аннобон та Кориско. Іспанія не була зацікавлена у розвитку інфраструктури колонії, але заклала великі плантації какао на острові Біоко, куди були завезені тисячі робочих з Нігерії.
У липні 1936 року, коли в Іспанії почалася громадянська війна, колонія залишилася вірною мадридському уряду, однак 18 вересня на острові Фернандо-По повстала Колоніальна гвардія, яка виступила на боці Франко, і взяла острів під свій контроль. 14 жовтня заколотники висадилися в материковій частині і захопили всю колонію.
У 1959 році іспанські володіння в Гвінейській затоці отримали статус заморських територій Іспанії під назвою «Екваторіальний регіон Іспанії», і були розділені на провінції Фернандо-По і Ріо Муні. У грудні 1963 року обидві провінції були об'єднані в «Екваторіальної Гвінеї», якій була надана обмежена автономія. У 1968 році, під тиском місцевих націоналістів та Організації Об'єднаних Націй, Іспанія надала Екваторіальній Гвінеї незалежність.

### XVIII–XIX століття

Еволюція іспанських володінь і претензій у Гвінейській затоці (1778-1968).

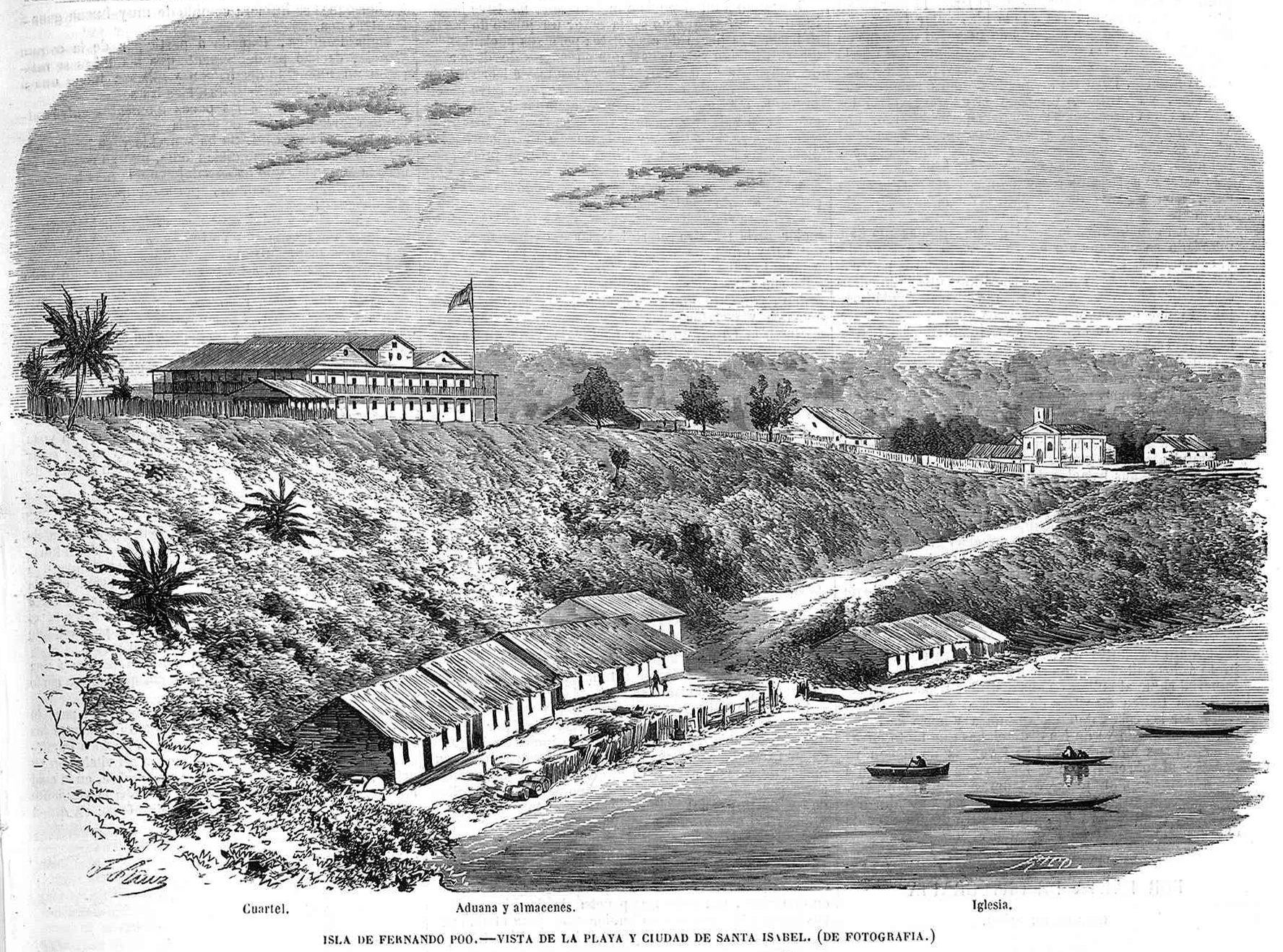
Санта-Ізабель (тепер Малабо), близько 1857, в '.

Іспанська колонія в регіоні Гвінея була заснована в 1778 за договором у Ель-Пардо між Іспанською імперією та Португальською імперією. Між 1778 і 1810 Іспанія керувала територією Екваторіальної Гвінеї через своє колоніальне віцекоролівство Ріо-де-ла-Плата, що базувалося в Буенос-Айресі (на території сучасної Аргентини).
З 1827 по 1843 Сполучене Королівство мало базу на Біоко для боротьби з неперервною атлантичною работоргівлею, яку провадили Іспанія та нелегальні торговці. На підставі угоди з Іспанією 1843 року Великобританія перенесла свою базу до власної колонії Сьєрра-Леоне в Західній Африці. У 1844, після відновлення іспанського панування, вона стала відома як "Territorios Españoles del Golfo de Guinea".

### XX століття
Іспанія ніколи не займалася колоніальним заселенням великої території в затоці Біафра, на яку вона мала договірні права. Французи розширили свою окупацію за рахунок території, на яку претендувала Іспанія. За Паризьким договором 1900 за Іспанією залишився континентальний анклав Ріо-Муні (Río Muni), 26,000 км2 з 300,000 території, що тягнеться на схід до річки Убангі, на яку раніше претендували іспанці.

Деякі мапи Іспанської Гвінеї
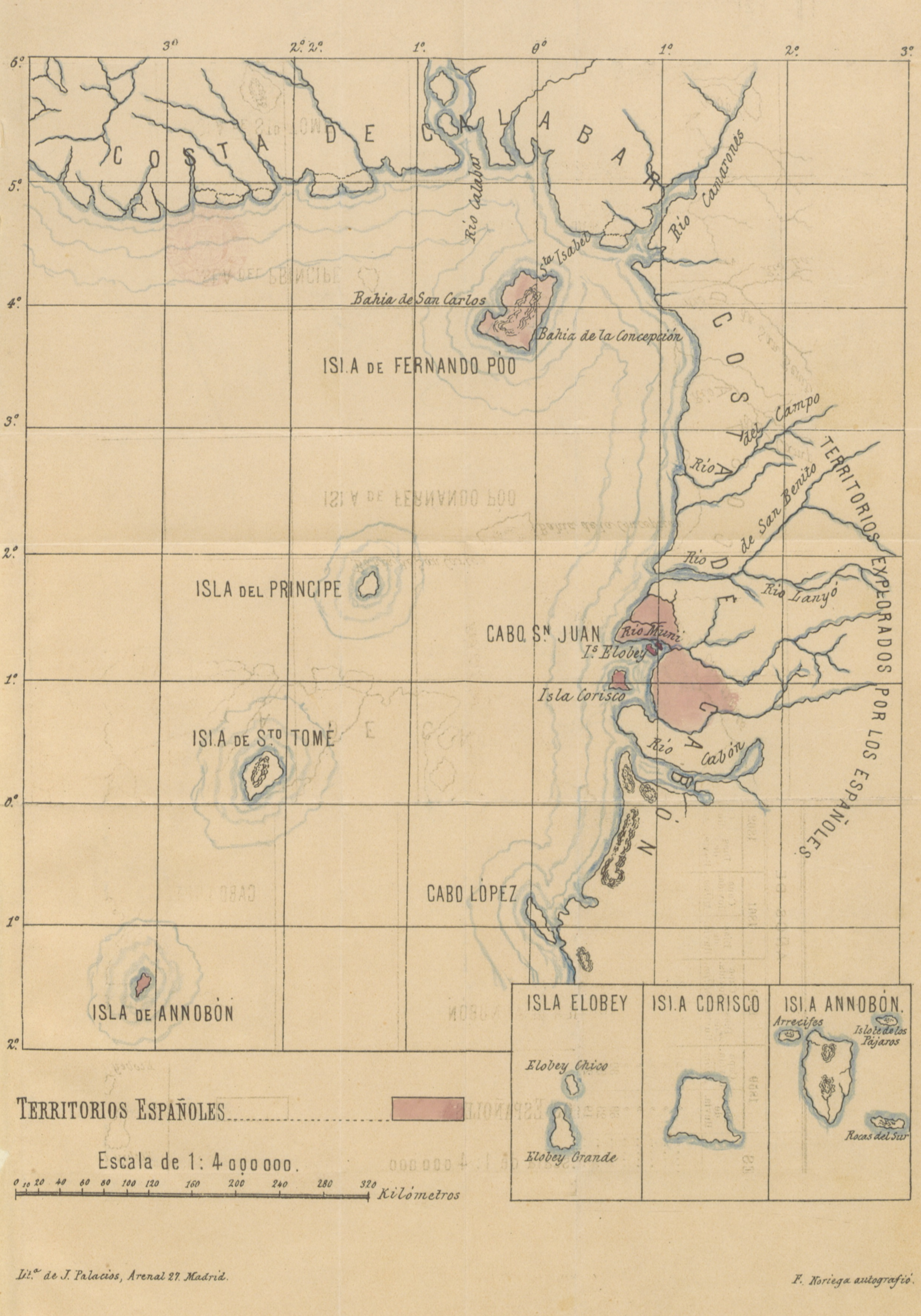
Іспанські володіння в Гвінейській затоці в 1897.
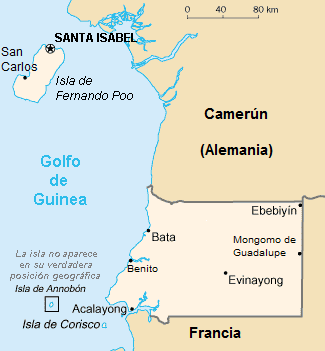
Іспанська Гвінея після Паризького договору[en] 1900.
Ріо-Муні (Río Muni), континентальна частина Іспанської Гвінеї, 1903.

## Джерело
- День незалежності Екваторіальної Гвінеї 12 жовтня 2014